# 劉安 (広寧侯)
劉 安（りゅう あん、生年不詳 - 1471年）は、明代の軍人。本貫は邳州宿遷県。

## 生涯
劉栄の三男として生まれた。1434年（宣徳9年）2月に長兄の劉湍が死去したため、1435年（宣徳10年）2月に劉安が広寧伯の爵位を嗣いだ。1449年（正統14年）8月、総兵官となり、大同に駐屯した。郭登がその下で参将となった。10月、オイラトのエセン・ハーンが土木の変で捕らえた英宗を連れて大同城下までやってきた。エセンは郭登に文書を送り、城を出て英宗と面会するよう求めたが、郭登は聞き入れなかった。劉安が城を出て英宗に面会し、英宗の前で平伏して泣いた。景泰帝が勅を下してこのことを責めた。劉安は北京に駆けつけ、上皇（英宗）の命により敵情報告に来たといい、なおかつ自分を侯の爵位に進めるのが上皇の意思であると上奏した。劉安は群臣たちに弾劾され、獄に下されて死刑を論告された。ときに北京は戒厳が布かれており、劉安は釈放されて総兵官となり、東直門に陣を布いた。エセンが撤退すると、劉安は都督同知に進み、白羊口を守備し、広寧伯の爵位を回復した。1450年（景泰元年）4月、総兵官となり、保定府・真定府および涿州・易州・通州で練兵した。5月、オイラトが河曲・代州で略奪し、さらに南進すると、劉安は涿州・易州の諸軍を率いて防御にあたるよう景泰帝に命じられた。1457年（天順元年）2月、劉安は広寧侯に爵位を進められた。4月、柳溥とともに神機営を統括した。1461年（天順5年）3月、中府を管掌した。7月、曹欽が反乱を起こすと、劉安は負傷した。9月、太子少傅の位を加えられた。1463年（天順7年）11月、致仕した。1471年（成化7年）9月己卯、死去した。嶧国公の位を追贈された。諡は忠僖といった。
次兄の劉淮の子の劉瓘が広寧伯の爵位を嗣いだ。